# Nevada Test Site
Il Nevada Test Site è situato nella contea di Nye, Nevada, a circa 105 km (65 miglia) a nord-ovest della città di Las Vegas, vicino a 37 ° 07'N 116 ° 03 'O / 37.117, -116,05.
Precedentemente noto come Nevada Proving Ground, il sito, istituito l'11 gennaio 1951 per test sulle armi nucleari, è composto da circa 3.500 km² (1350 miglia quadrate), di deserto e rilievi. I test nucleari nel Nevada Test Site sono iniziati con un chilotone (4 terajoule) il 27 gennaio 1951.